# يا معيريس
يا معيريس هو مسلسل كرتوني من تنفيذ موقع يباب.كوم 
بالتعاون مع شركة خرابيش ، المسلسل من تأليف كليثم النقبي المتدربة الصيفية في موقع يباب.كوم 
عرض الجزء الأول من المسلسل الكرتوني قصة العروس مريوم مع جميع الشخصيات الرئيسية مثل اختها عواش راعية البلاك بيري والعيوز ام مريوم عبر خمس حلقات وفيها كافة التفاصيل المضحكة والشيقة التي تمر بها مريوم خلال التجهيز.

## القصة
يحكي المسلسل عن فتاة إماراتية تدعى مريم وتنادى دلعاً باسم (مريوم) في سيناريو جميل للغاية يصور جميع المراحل التي تمر بها الفتاة الإماراتية عند التقدم لخطبتها وثم بدء رحلة التجهيز بأسلوب شيق للغاية.

## راجع
1. ↑  موقع يباب.كوم نسخة محفوظة 21 مارس 2016 على موقع واي باك مشين.
2. ↑  موقع خرابيش نسخة محفوظة 21 مارس 2018 على موقع واي باك مشين.